# Tomasz Kantorbery Tymowski
Tomasz Kantorbery (Kanterbury) Tymowski, krypt.: K ...; K. T.; K. T ...; K. Tym.; K. Tym ...; T. K., (ur. 29 grudnia 1790 w Łapczynej Woli, zm. 1 marca 1850 w Montpellier) – polski poeta i tłumacz, wersolog, działacz polityczny, wicereferendarz Rady Stanu Królestwa Polskiego, członek loży wolnomularskiej Kazimierz Wielki w 1819/1820 roku, członek przybrany Towarzystwa Królewskiego Przyjaciół Nauk w Warszawie w 1829 roku.

## Życiorys
Tomasz Kantorbery Tymowski urodził się w Łapczynej Woli w województwie sandomierskim, 29 grudnia, czyli w dzień św. Tomasza z Canterbury – stąd jego niecodzienne imię. Pochodził z rodziny szlacheckiej, jego ojcem był Stanisław Feliks herbu Sas, wojski radomszczański, od 1821 senator-kasztelan Królestwa Polskiego. Matką była Agnieszka z Ostrowskich. 
Większość dzieciństwa spędził w Kobielach Wielkich. Tymowski uczył się w kolegium pijarów w Warszawie, a następnie odbywał studia prawnicze na Uniwersytecie w Lipsku. 
W latach 1808-1810 brał udział w kampanii wojennej w Hiszpanii. Do kraju powrócił w grudniu 1810, a już w styczniu 1811 rozpoczął pracę w kancelarii Rady Stanu. Pracował u boku S. K. Potockiego, który w krótkim czasie stał się jego stałym protektorem. Przez kilka miesięcy (w roku 1812) przebywał w Krakowie. W latach 1813–1814, prawdopodobnie w Lipsku, kontynuował przerwane studia na wydziale prawa tamtejszego uniwersytetu. 
W latach 1817–1822 wysoki urzędnik Komisji Oświecenia Królestwa Polskiego (związany z S.K. Potockim). Od roku 1824 członek Towarzystwa Przyjaciół Nauk. Od roku 1830 poseł na sejm powiatu częstochowskiego, związany z kaliszanami. Współorganizator (w Kaliskiem) i uczestnik powstania listopadowego, wiceprezes Towarzystwa Patriotycznego. Po upadku powstania na emigracji we Francji. Był członkiem sejmu powstańczego na emigracji. Członek Komitetu Narodowego Polskiego, a od 1846 roku Towarzystwa Demokratycznego Polskiego.

## Twórczość
Tymowski pisał wiersze okolicznościowe i patriotyczne, bajki, satyry polityczne; był autorem przekładów z Horacego i Woltera, a także tekstów publicystycznych. W jego twórczości zbiegły się wpływy klasycyzmu, filozofii oświecenia i preromantyzmu (sentymentalizm, osjanizm). Rozgłos zyskała elegia Dumania żołnierza polskiego w starożytnym zamku Maurów nad Tagiem (1810, wersja rozszerzona 1815).

### Ważniejsze utwory
1. Dumania żołnierza polskiego na wałach starożytnego zamku Maurów nad Tagiem, powst. 1810, brak miejsca i roku wydania; wersję (pierwotną?) z rękopisu pt. Dumanie żołnierza polskiego na wałach Saragossy ogł. F. Bentkowski w: Historia literatury polskiej t. 1, Warszawa 1814; nową redakcję pt. Dumanie żołnierza polskiego w starożytnym zamku Maurów nad Tagiem ogł. „Pamiętnik Warszawski” t. 1 (1815), s. 80-83; wyd. następne (według wersji ostatniej): „Polihymnia” t. 1, Lwów 1827; K.W. Wójcicki: Cmentarz Powązkowski p. Warszawą t. 3, Warszawa 1856, s. VII-IX; Przypomnienie kilku poezji dawniej powszechnie znanych, Lwów 1872; „Złota przędza poetów i prozaików opolskich” t. 4, Warszawa 1887; „Sto lat myśli polskiej” t. 2 (1907); „Nowa Gazeta” 1912 nr 1 dodatek; Poezja legionów, Kraków 1912; „Gazeta Poranna” 1921 nr 5816; P. Hertz: Zbiór poetów polskich XIX w. księga 1, Warszawa 1959; liczne odpisy w rękopisach, m.in.: Biblioteka Czartoryskich sygn. 3105; Biblioteka PAN Kraków sygn. 614, 1780
2. Oda z powodu ogłoszenia aktu Konfederacji Jeneralnej, w Krakowie napisana, brak miejsca wydania (1812); „Gazeta Korespondenta Warszawskiego i Zagranicznego” 1812 nr 53; „Zbiór pism tyczących się powstania Królestwa Polskiego", Kraków 1812 (pt. Oda z okoliczności...)
3. Do braci naszych w służbie moskiewskiej, brak miejsca wydania (1812); Zbiór pism tyczących się powstania Królestwa Polskiego, Kraków 1812
4. Wiersz do Litwinów, brak miejsca wydania (1812)
5. Elegia z powodu wprowadzenia zwłok ks. Józefa Poniatowskiego przez Wojsko Narodowe wracające do ojczyzny, powst. 1813, „Almanach lubelski na r. 1815 dla amatorów literatury ojczystej”, Lublin 1815, s. 122-133; przedr.: „Nowa Gazeta Warszawska” 1913 nr 1; „Sfinks” 1913 t. 4, s. 34-41; rękopis: Ossolineum (Zbiory Pawlikowskich sygn. 273)
6. Rym liryczny do Ludwika Osińskiego, brak miejsca wydania (1817)
7. Elegia na śmierć Tadeusza Kościuszki, „Pamiętnik Warszawski” t. 10 (1818), s. 103-110; z muzyką K. Kurpińskiego wielokrotnie deklamowana w teatrach
8. Głos B∴ mówcy... Kazimierza Wielkiego przed przykryciem tejże do nieograniczonego czasu, d∴ 19 mca 4 R∴ P∴ Ś∴ 5820, Warszawa (1820)
9. Na Rok Nowy. Do Stanisława hrabi Potockiego, prezesa Senatu Królestwa Polskiego etc. d. 8 stycznia 1821, (Warszawa) 1821; „Kurier Warszawski” 1821 nr 14
10. Uwagi nad składem polskiego wiersza i o potrzebie nadania mu rytmicznego kształtu, „Mrówka Poznańska” 1822, (w tekście jako egzemplifikacja: Zwierciadło prawdy; powieść wierszem, z francuskiego)
11. La Pologne, la Russie et l'Europe. Discours prononcé le 29 novembre, jour anniversaire de l'insurrection polonaise, par... nonce polonais, Paryż 1835
12. Przyszłość. Do ziomków pospólstwo miłujących, Bordeaux 1841.

Większość jego wierszy i pism jest rozproszona w wielu czasopismach: „Astrea” (Wiosna, t. 1, 1821, nr 1, 3), „Bard Oswobodzonej Polski” (tu: Zamiłowanie prawa, 1830 t. 1, nr 3, s. 35-38), „Dziennik Demokracji XIX W.” (1845), „Gazeta Korespondenta Warszawskiego” (tu m.in.: Odpowiedź na krytykę tłumaczenia trajedii Mahomet, 1818 nr 18 dodatek), „Gazeta Krakowska” (tu: Wiersz na zgon Włodzimierza Potockiego, 1812 nr 31 dodatek; Do pospolitego ruszenia, 1813 nr 5 dodatek), „Gazeta Warszawska” (tu: Do pospolitego ruszenia, 1813 nr 5 dodatek), „Kurier Polski” (1830 nr 373; 1831 nr 399, 401, 407, 471), „Motyl” (1828 t. 1, nr 10), „Pamiętnik Warszawski” (t. 1, 1815 r., s. 155-158, 218-223, 324-325, 415-416; t. 2, 1815 r., s. 447-448; t. 3, 1815 r., s. 83-85, 350-353, 505-508; t. 4, 1816 r., s. 334-336, 468-469; t. 6, 1816 r., s. 77; t. 9, 1817 r., s. 96-97, 210-215, 355; t. 11, 1818 r., s. 235; t. 12, 1818 r., s. 114-119; t. 13, 1819 r., s. 219-233, 434-435; t. 14, 1819 r., s. 483-484; t. 15, 1819 r., s. 319-322, 457-461; t. 16, 1820 r., s. 374; t. 17, 1820 r., s. 512-516; t. 19, 1821 r., s. 393-395; t. 20, 1822 r., s. 3-4, 6-9), „Patriota” (1831 nr 1), „Rozmaitości” (Lwów, tu: Ufność w Bogu, 1820), „Sybilla Nadwiślańska” (tu: Narodowość, 1821 nr 1; Ojczyzna, 1821 nr 2; Zamiłowanie prawa, Rzeczy krajowe 1821 nr 3), „Tygodnik Polski” (tu: Rzym do p. Gentile Borgondio, 1819 t. 1, s. 49).
Niektóre utwory Tymowskiego przedrukowywano w antologiach i zbiorach, m.in.: „Zbiór pism wierszem i prozą tyczących się dziejów Polski”, Gdańsk (1815); S. Krawczykiewicz: Przypomnienie kilku poezji dawniej powszechnie znanych, dziś rzadkich, Lwów 1872; „Złota przędza poetów i prozaików polskich” t. 4, Warszawa 1887; K. Bartoszewicz: Księgi humoru polskiego t. 3, Petersburg 1897; „Sto lat myśli polskiej” t. 2 (1907); L. S. Korotyński: Poeci legioniści, Warszawa 1907 „Tania Biblioteka” nr 26; J. Tuwim: Księga wierszy polskich XIX w. t. 1, Warszawa 1956; P. Hertz: Zbiór poetów polskich XIX w. księga 1, Warszawa 1959. Zobacz także: J. Lipiński: Recenzje teatralne Towarzystwa Iksów, 1814-1819, Wrocław 1956 „Materiały do Dziejów Teatru w Polsce” nr 4; Cz. Zgorzelski: Ze studiów nad tekstami Brodzińskiego, „Pamiętnik Literacki” rocznik 48 (1957), zeszyt 4.
Niektóre z jego wierszy przechowywano ponadto w rękopisach, m.in.: Archiwum Główne Akt Dawnych (Archiwum Wilanowskie sygn. 136); Ossolineum sygn. 327/II, 1286/I; Biblioteka Uniwersytetu Lwowskiego sygn. 1468/III.

### Zbiory poezji
1. Poezje wybrane (Ludowa Spółdzielnia Wydawnicza, 1977)
2. Poezje zebrane (Instytut Badań Literackich PAN, 2005).

### Przekłady
1. Q. Horatius Flaccus: Ody Horacjusza wybrane z ksiąg różnych, rymowym i nierymowym wierszem przetłumaczone, Warszawa 1816; pierwodruk ody 3 z księgi 3 w „Pamiętniku Warszawskim” t. 2 (1815), s. 231-234; Naśladowanie 9 ody Horacego z księgi IV. Do Stanisława hr. Potockiego tamże t. 12 (1818), s. 320-322; rękopis w Archiwum Głównym Akt Dawnych (Archiwum Wilanowskie sygn. 247)
2. (C. Rossi): Fryderyka i Adolf. Opera w 2 aktach, muzyka: W. Gyrowetz, wyst. Warszawa 30 maja 1816
3. F. Schiller: Marzenie. Naśladowanie z Szyllera poematu Die Ideale, „Pamiętnik Warszawski” t. 5 (1816), s. 185-189; Do radości. Hymn Szyllera przez... naśladowany, „Pamiętnik Warszawski” t. 10 (1818), s. 242-247
4. Voltaire: Mowa Alcyra z trajedii Woltera Tankret (akt 1 scena 1), „Pamiętnik Warszawski” t. 11 (1818)
5. Voltaire: Mahomet. Trajedia w 5 aktach, wyst.: Warszawa 13 lutego 1817, 23 grudnia 1823; rękopisy: Ossolineum (z roku 1828) sygn. 5131/I, 10634/I, 10753/I; PTPN sygn. 287 (http://www.wbc.poznan.pl/dlibra/docmetadata?id=405569&from=publication); fragm. (akt 1 scena 4, akt 2 scena 5) w „Pamiętniku Warszawskim” t. 1 (1822), s. 101-105 pt. Wyjątki z tragedii Woltera Mahomet, czyli fanatyzm, tłumaczonej przez...

### Listy i materiały
1. Do S. K. Potockiego z 15 sierpnia 1815, rękopis: Archiwum Główne Akt Dawnych (Archiwum Wilanowskie sygn. 265, t. 5)
2. Korespondencja z L. Chodźką, F. Januszkiewiczem, J. Lelewelem i L. Platerem przechowywana w Muzeum Polskim w Rapperswilu (zniszczona) i Bibliotece Polskiej w Paryżu.

Miscellanea collectanea z Kobiel Wielkich, zawierające m.in. autografy i bruliony pism oraz jego notatki, znajdowały się w zbiorach J. Siemieńskiego, dyrektora archiwum warszawskiego (inform. A. Mirkowicz); dokumenty masońskie w zbiorach rodzinnych Tymowskich w Ulesiu pod Częstochową (inform. A. Mirkowicz).

### Zbiory listów
1. Kantorberego Tymowskiego, posła Ziemi Częstochowskiej, wolnomularza i poety, listy krajowe i emigracyjne (Open Wydawnictwo Naukowe i Literackie, 1999) – opracowanie i wstęp Elżbieta Z. Wichrowska.

## Wybrane opracowania dot. twórczości Tymowskiego
1. „Kurier Polski” 1830 nr 174, 185
2. Diariusz sejmu z r. 1830–1831, wyd. M. Rostworowski, t. 1-2, Kraków 1907
3. J. Lelewel: Pamiętnik z r. 1830–1831, Warszawa 1924
4. K. Brodziński: Wspomnienia mojej młodości (powst. około roku 1833), wyd. B. Gubrynowicz
5. Dwudziesty dziewiąty listopada. Przyczynek do biografii... Sołtyka R. ... Tymowskiego K. ..., „Nowa Polska” 1835, s. 399-404
6. (Nekrologi): „Przegląd Poznański” IV 1850, przedr. „Pamiętnik Literacki” 1850; Zmarli na emigracji, „Demokrata Polski” 1851 nr 3, 12
7. Listy Maurycego Mochnackiego i brata jego Kamila, w: Dzieła t. 1, Poznań 1863
8. L. Orpiszewski: Kilka wspomnień, „Rocznik Towarzystwa Historyczno-Literackiego w Paryżu, R. 1867”, Paryż 1868, s. 49
9. F.M. Sobieszczański, „Encyklopedia powszechna” Orgelbranda, t. 25 (1867)
10. K.W. Wójcicki: Warszawa, jej życie umysłowe i ruch literacki w ciągu trzydziestu lat (od 1800 do 1830 r.), „Biblioteka Warszawska” 1878 t. 2; 1879 t. 1-3 i odb. (Warszawa 1880).